# تنفیذ قانون در افغانستان

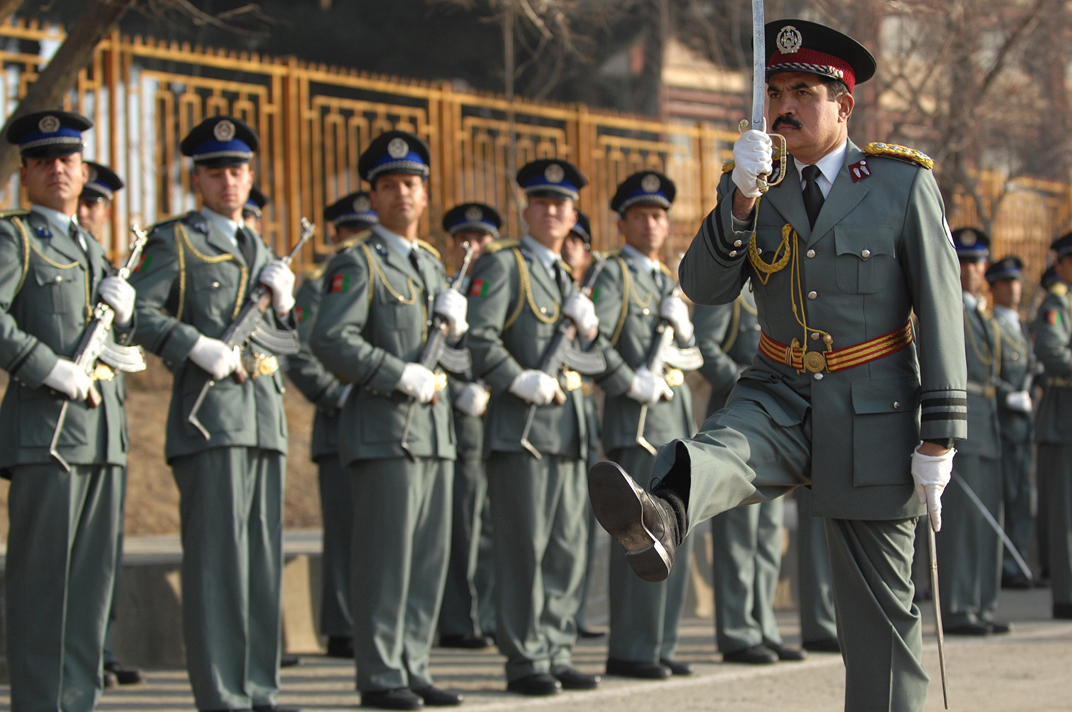
فرمانده پولیس ملی افغانستان (ANP) در حال رژه برای خوشامدگویی به ملاقات‌کنندگان در آکادمی ملی پولیس افغان (ANPA) در ۲۰۱۰ میلادی.

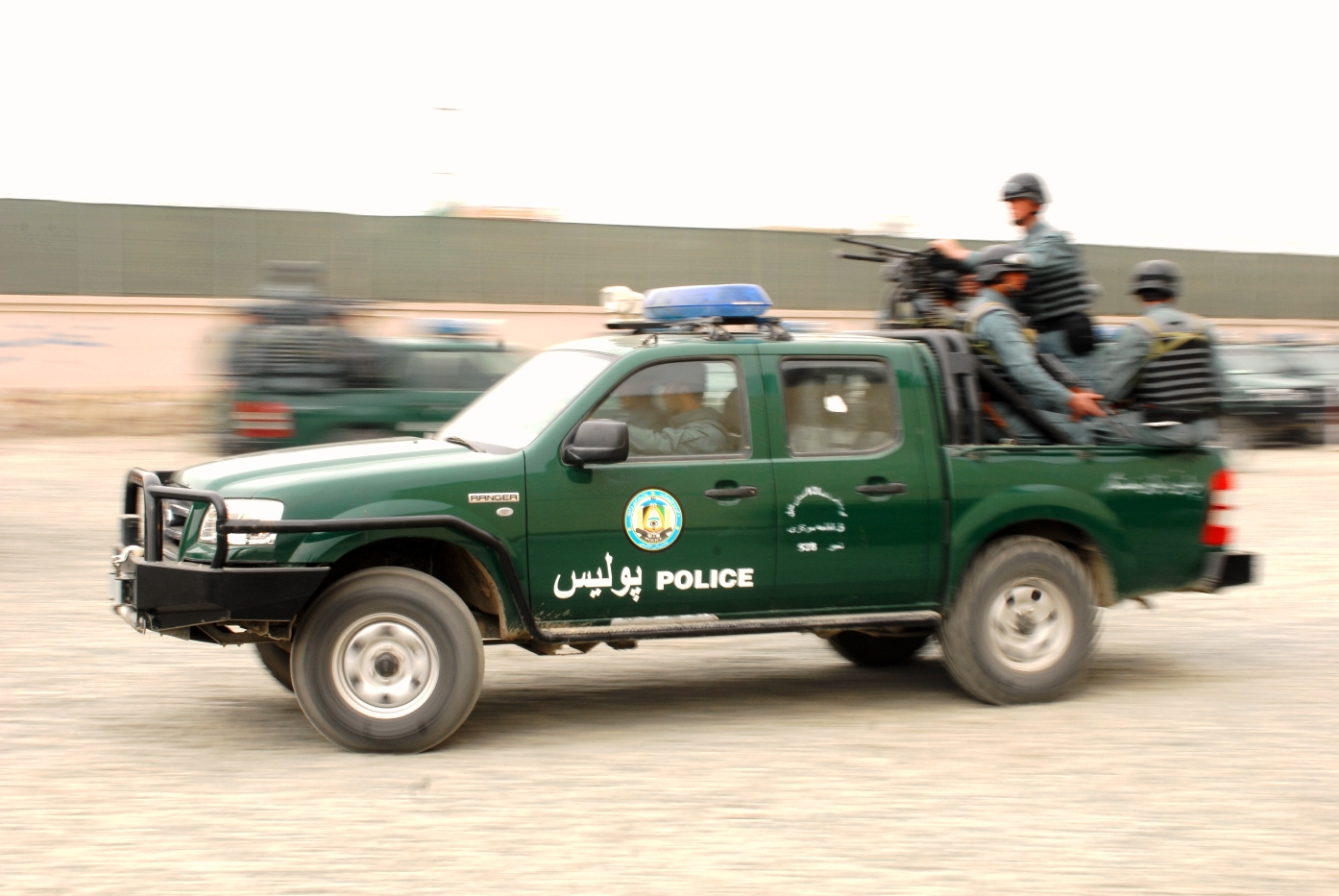
تکاور فورد ANP

تنفیذ قانون در افغانستان (به انگلیسی: Law enforcement in Afghanistan)، در کنار محاکم و تأدیب‌ها، یکی از سه بخش عمده نظام عدالت کیفری در کشور است. ریاست عمومی امنیت ملی (NDS) سازمان اطلاعاتی دولت افغانستان است. پولیس ملی افغانستان که شامل پولیس سرحدی افغانستان و پولیس ملی نظم عامه افغانستان می‌گردد نیروی پولیس افغانستان است که حوزه قضایی آن ۳۴ ولایت این کشور را تحت پوشش قرار می‌دهد.
پولیس سرحدی افغانستان (ABP) مسئولیت تأمین امنیت و حفظ مرزهای این کشور با کشورهای همسایه را بر عهده داشته و هم‌چنین مسئولیت میدان‌های هوایی داخل کشور را نیز برعهده دارد. مأموریت پولیس ملی نظم عامه افغانستان (ANCOP) این است تا گزمه‌های امنیتی برای نظم عامه انجام دهد، از حوادث در میان جمعیت خشم‌گین جلوگیری کند و در حالات بحرانی و روی‌دادهای دهشت افگنی در محیط‌های شهری و کلان‌شهری واکنش نشان دهد. پولیس ملی نظم عامه افغانستان هم‌مانند پولیس سرحدی افغانستان تحت کنترل پولیس ملی افغانستان (ANP) قرار دارد و پولیس ملی افغانستان توسط وزارت امور داخله (MoI) مدیریت می‌گردد. پولیس ملی نظم عامه افغانستان به پنج لواء تقسیم گردیده و هر کدام تحت فرمان‌دهی یک برید جنرال قرار دارد. این لواءها در ولایات کابل، پکتیا، قندهار، هرات و مزار شریف مستقر هستند.
تمامی ادارات تنفیذ قانون افغانستان توسط سازمان پیمان آتلانتیک شمالی (ناتو)، به‌ویژه توسط ایالات متحده، ایجاد گردیده و آموزش داده شده‌اند. در سال ۲۰۰۳ قیمومیت نیروهای بین‌المللی کمک به امنیت (آیساف)، تحت فرمان‌دهی ناتو، فراتر از ولایت کابل گسترش یافت تا تمامی بخش‌های کشور تحت حاکمیت قانون زندگی نمایند. نیروی‌های شبه نظامی محلی کنترل مناطقی را که تحت کنترل نیروهای آیساف نبود بر عهده داشتند، تا این‌که به تدریج توسط برنامه‌های که توسط اداره ملل متحد برای امور خلع سلاح سازی آغاز گردید این شبه نظامی‌ها خلع سلاح شدند.
نیروهای نظامی ایالات متحده در همکاری با وزارت امور خارجه ایالات متحده و سایر کشورهای متحد آن در سال ۲۰۰۷ شروع به نظارت از اکثر پیشرفت‌های پولیس افغانستان نمودند. این نظارت شامل نظارت از استخدام، آموزش و عملیات بود. نیروهای مسلح ایالات متحده، بیشتر از گارد ملی و هم‌چنین از سایر شاخه‌ها، شروع به مشوره‌دهی به فرمانده‌های پولیس ملی افغان در سطوح فرمان‌دهی نمودند. مرکز فرمان‌دهی مشاوره پولیس افغان در کمپ فینکس که بخشی از نیروی مشترک ترکیب شده اجرای عملیات فینکس است (فینکس CJTF، که بنام تسک فورس فینکس نیز یاد می‌گردد) قرار دارد. الی ماه می ۲۰۱۱، پولیس ملی افغانستان دارای ۱۲۶٬۰۰۰ عضو و ریاست عمومی امنیت ملی میان ۱۵٬۰۰۰ تا ۳۰٬۰۰۰ کارمند دارد.

## سازمان‌های پولیس مخفی تاریخی
- خاد (KHAD)